# Marcel Picot
Pour les articles homonymes, voir Picot.
Marcel Picot, né le 16 juin 1893 à Nancy, 24 rue Palissot, et mort le 11 octobre 1967 dans cette même ville, est un entrepreneur français, qui a été président du SUL (stade universitaire lorrain) passionné de rugby, qui a consacré sa fortune à faire construire à Tomblaine un stade où évoluait l'équipe de rugby (créée en 1904 sous l'appellation Stade Lorrain), et est à l'origine du stade de football de la ville, qui porte aujourd'hui son nom.

## Biographie
Marcel Picot est né dans une famille spécialisée dans le dessin pour broderie mais le jeune Marcel préfère l'armée et s'engage en 1912. Il participe à la Première Guerre mondiale à Verdun et est fait prisonnier en Bavière.
À son retour du front, il ne reprend pas l'affaire familiale mais fonde son propre commerce et dirige avec son futur beau-frère une chapellerie, à l'angle des rues des Carmes et Saint-Jean dans la ville de Nancy. Leur entreprise connaît un véritable succès et ne cesse de s'agrandir, ce qui lui permet rapidement de financer ses passions. 
Face à la mainmise du patronage sur les activités sportives, Marcel Picot préfère le milieu universitaire et prend la présidence du « stade lorrain ». Il décide de mettre sa fortune au service du club nancéien. En 1913, le Football Club Nancéien et le Stade Universitaire Lorrain avaient fusionné mais il manquait toujours un stade. L'homme met son énergie et ses finances à l'œuvre et obtient qu'une délibération du conseil municipal de Nancy en date du 5 novembre 1921 attribue un terrain au Pont d'Essey à Tomblaine. Après de nombreux travaux, le stade est inauguré le 8 août 1926 par un meeting d'athlétisme. Le stade s'appelle le stade du pont d'Essey jusqu'en 1968 où il prendra pour nom, stade Marcel Picot, le 12 mai 1968, quelques mois après la mort de Marcel Picot et un an après la création du nouveau club de football professionnel nancéien (le FC Nancy étant disparu en 1965) : l'AS Nancy-Lorraine.
Il est inhumé au Cimetière du Sud à Nancy.